# Storia di Alessandria

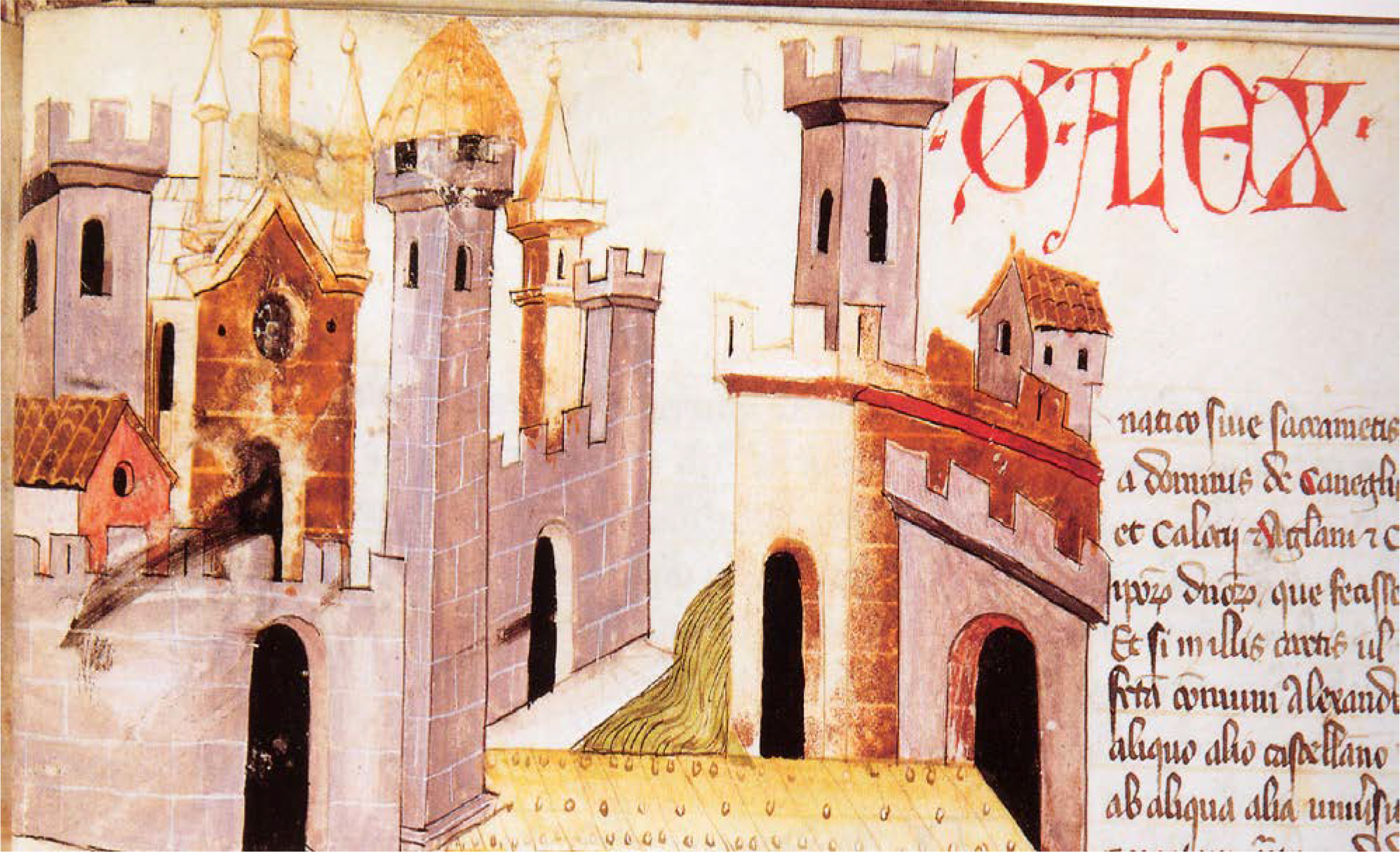
Immagine allegorica della città di Alessandria, a sinistra, e - a destra - di Bergoglio con in primo piano il ponte in legno sul fiume Tanaro. Anonimo, Miniatura, Codex Astensis, XIII secolo

## Cronologia alessandrina

### Epoca preistorica: Paleolitico e Neolitico
Le tracce più antiche riscoperte in provincia testimoniano sporadiche ma antichissime presenze umane. I primi insediamenti sono segnalati prevalentemente nell'area centro orientale: a Castel Ceriolo sono stati trovati diversi strumenti litici di tradizione paleolitica. Con il Neolitico gli antenati degli alessandrini passano all'agricoltura e all'allevamento, producono ceramiche, tessono e filano i tessuti e levigano la pietra. Gli insediamenti si sviluppano sulle vie di comunicazione (fiumi e strade) e in prossimità delle aree di approvvigionamento delle materie prime, selce e soprattutto pietra verde appenninica che viene esportata in tutta Europa. Il territorio alessandrino è uno dei primi a essere colonizzato: Casalnoceto, Brignano Frascata, Monperone in provincia e soprattutto nella zona in cui oggi si trova il quartiere Cristo in cui alla fine del XXI secolo vennero ritrovati una sepoltura e numerosi strumenti litici. Nel Neolitico recente, la zona di Alessandria (Cascina Chiappona), viene interessata da un profondo cambiamento che interessa tutta l'area cisalpina occidentale e l'area transalpina, evidenziando una comune identità culturale (dello "Chasseano") nelle zone occupate oggi da Piemonte, Valle d'Aosta, Sud-est della Francia e Svizzera.

### Età del rame e del ferro
Con la media e recente età del bronzo (1700 - 1200 a.C.) si verifica una progressiva occupazione di terrazzi fluviali (Castelceriolo, Castellazzo) e alture dotate di visibilità sul territorio (Montecastello). In questo periodo, si verifica il passaggio dall'inumazione alla cremazione secondo il rito della Cultura dei Campi di Urne. L'importantissima Tomba di Alessandria (località Cascina Chiappona) ne rappresenta una delle più antiche attestazioni (1450-1350 a.C.). In questo periodo si formano gruppi culturali ben caratterizzati: Cultura di Canegrate e Facies Alba-Solero del Tanaro, il legame con le aree transalpine indica anche dal punto di vista linguistico la partecipazioni di queste popolazioni alla formazione della famiglia delle lingue celtiche a cui appartiene anche il ligure. La fine dell'età del bronzo è caratterizzata dal consolidarsi del controllo delle vie di comunicazione fluviali e terrestri tra costa ligure, pianura padana e aree transalpine al cui centro si sviluppò il centro di Villa del Foro.

### Epoca preromana
I contatti con gli Etruschi favoriscono la crescita delle popolazioni celto-liguri locali con un sistema commerciale tra l'Etruria padana e centri proto-urbani di Golasecca e l'Europa settentrionale. Gli insediamenti più importanti della zona, oltre a quelli di Tortona e Frascaro continuano a essere quelli di Villa del Foro e di Montecastello. La fondazione sulla costa di colonie etrusche a Genova e Savona però ostacola le popolazioni locali a formare veri e propri centri urbani. Con l'arrivo di popolazioni celtiche transalpine che si mischiano con quelle locali, finisce il breve periodo dell'influenza del sistema commerciale etrusco in questa zona. Per i Romani queste erano ancora terre misteriose coperte da foreste e popolate da Galli, per cui è molto difficile fare distinzione tra popolazioni autoctone e transalpine. In alcuni casi i nuovi arrivati scacciarono le tribù locali sulle vicine montagne in altri casi i gruppi si fusero completamente.

### Epoca romana
Non è dato sapere il momento esatto in cui venne dedotta la provincia romana, tra la fine del III secolo a.C. e l'inizio del II secolo a.C. ebbe luogo la conquista romana della Gallia Cisalpina, che rimase comunque territorio a sé stante fino al 42 a.C. anno in cui venne finalmente abolita la provincia, facendo della Gallia Cisalpina parte integrante dell'Italia romana. Il contatto con il mondo latino creò occasioni di crescita civile, economica e culturale, e di mescolanza con altre etnie. L'attuazione del dominio romano su queste terre fu comunque un percorso lungo e difficile e non mancarono i massacri. Nel 173 a.C. il console Marco Popilio Lenate massacrò ben 10 000 Statielli che abitavano la parte meridionale della provincia, ne fece prigionieri centinaia e rase al suolo la loro capitale Carystum, oggi identificata con Acqui terme. Questo sterminio di massa non venne accettato dal Senato che impose al console di ridare ai Liguri le loro case e le loro proprietà. Ne nacque un contrasto che portò alla rivolta di molte altre tribù locali che non risolse e che provocò l'eccidio di almeno altri 6 000 Statielli. Sembra che il nome del quartiere Cristo di Alessandria derivi proprio dal nome che i sopravvissuti diedero alle terre in cui si stanziarono una volta liberati, in memoria del loro centro principale ormai distrutto. I commerci si svilupparono attorno alle strade romane e lungo i due fiumi principali del territorio: Tanaro e Bormida. La presenza romana mutò notevolmente nei secoli l'impianto socio-economico del territorio. La creazione, ad esempio, dei servi della gleba - voluta da Diocleziano - diede propulsione allo sviluppo di quei territori del Piemonte meridionale che rimasero a lungo più isolati. In epoca romana vide un importante sviluppo il centro abitato di Villa del Foro (Forum Fulvii) che divenne un importante castrum e che insieme a Derthona e a Libarna erano i centri principali della zona. Il regime coloniale romano si sovrapponeva a una situazione locale in cui le tribù celto-liguri prendevano possesso della pianura alessandrina in maniera sporadica e disordinata. Il reticolo centuriale, oggi molto difficile da leggere, si fondava essenzialmente su di un asse nord sud di circa 17 chilometri assolutamente rettilineo che andava grosso modo da Sale a Basaluzzo. Nel III secolo d.C. dopo la crisi economica e demografica il volto delle città e delle campagne è mutato: a eventi bellici e catastrofi naturali manca ormai un'efficace risposta da parte delle autorità centrali. Solo i centri di Acqui e Tortona riuscirono a mantenere una struttura economica sufficiente ed in essi si concentrarono le comunità cristiane, Forum Fulvii cade in decadenza e gli altri piccoli centri non si ripresero più.

### Declino dell'Impero romano
Durante l'ultimo secolo dell'Impero romano il territorio piemontese viene percorso a più riprese da eserciti stranieri. Nel 402 d.C. il visigoto Alarico viene sconfitto da Stilicone nei pressi di Bra, ma la situazione va via via peggiorando in tutto il Piemonte, la rete viaria senza manutenzione sta scomparendo e le campagne, mai del tutto romanizzate, soffrono gravissime carestie. In questa fase il centro della cristianizzazione sono le città (Acqui e Tortona), solo raramente, come nel caso di Sarezzano, si registrano episodi di evangelizzazione. Alcuni anni di relativa tranquillità si hanno con Teodorico che controlla la situazione ma si limita a fortificare i grandi centri come Torino e Tortona. Alla sua morte il territorio ripiomba nel caos.

### Il Medioevo e l'arrivo dei Longobardi
Nel 568, con l'invasione dei Longobardi che presero il posto dei Goti e la creazione dei primi ducati e dei loro vassalli, venne definitivamente meno l'ordinamento amministrativo di Roma. Molti centri persero il loro carattere urbano e si assistette a una riorganizzazione del territorio rurale con la formazione delle Curtes, grandi aziende agrarie, allora create. In zona si ricorda quella di Marengo dove più volte risiedettero i regnanti di epoca longobarda e carolingia. Di quest'epoca resta oggi una delle testimonianze architettoniche più antiche sul comune di Alessandria: la torre Teodolinda che porta il nome dell'omonima regina edificata probabilmente nei primi anni del 600. In questo periodo si assiste all'organizzazione religiosa e a un nuovo tentativo di evangelizzazione basato sulle pievi. Queste piccole chiese assumevano una specifica funzione di riferimento per ampie zone di popolamento diffuso attraverso la liturgia eucaristica e battesimale. Al periodo carolingio risale probabilmente la presenza della curtis di Rovereto, oggi quartiere della città, nel cui centro venne fondata la chiesa conosciuta come Santa Maria di Castello. In questo periodo i territori del Piemonte e della Provenza furono caratterizzati da una forte insicurezza dovuta alle incursioni e ai saccheggi dei Saraceni.

### VIII-XI secolo

#### Verso la fondazione della città
Tra il 700 e l'anno 1000 il territorio che vide nascere la città di Alessandria si presentava ancora scarsamente abitato, con l'eccezione di alcune curtes regiæ che ricalcavano gli insediamenti più antichi: Villa del Foro, come già si è scritto, Rovereto (Castrum Roboreti), Bergoglio (o Bergolium, o Borgoglio), Marengo e Gamondio. A questi si aggiungevano centri autonomi come Solero, Quargnento e Felizzano. La struttura amministrativa e politica dell'epoca non permise un significativo sviluppo culturale e sociale degli abitanti, che però mantennero gli scambi commerciali con i vicini centri abitati accrescendo esperienza e ricchezza. I centri abitati citati si formarono e crebbero ulteriormente fino poi a creare quella che verrà fondata e chiamata Alessandria.
È importante sottolineare che, di fatto, Alessandria esisteva già ancor prima della sua fondazione formale. I vari centri abitati dell'agro avevano già avviato numerose relazioni con i territori confinanti: acquisto di terreni, alleanze e accordi come il patto militare e commerciale che il comune di Gamondio strinse con la Repubblica di Genova nel 1146. Nello stesso periodo, e forse anche in precedenza, vennero anche edificate alcune chiese tra le quali - la più importante - quella di Santa Maria di Castello nel cuore del borgo Rovereto. Già agli albori della sua nascita, Alessandria si giovò della strategica posizione alla confluenza tra Tanaro e Bormida.

### XII secolo

#### La fondazione
La città di Alessandria si formò in un primo momento dall'unione demica di Gamondium (Gamondio), Marenghum (Marengo) e Bergolium (Bergoglio). Questo si evince nel testo dei reclami contro Cremona del 1184 dell'imperatore Federico, in cui si indicano i promotori e autori della fondazione della nuova città: "de tribus locis, Gamunde vicelicet et Meringin et Burgul". Non è descritto il nome del luogo dell'incontro, anche se pare già indicato con una certa precisione nella specificazione del sito sul Tanaro, dove il trasferimento fu più breve: Bergoglio.
Ai tre luoghi citati si aggiunsero in seguito  Roboretum (Rovereto), Solerium (Solero), Forum (Villa del Foro), Vuilije (Oviglio) e Quargnentum (Quargnento). In questo le popolazioni furono supportate, economicamente, dalla "Superba" e dai comuni della Lega Lombarda in contrasto con il marchesato del Monferrato, principale alleato di Federico Barbarossa.
La data ufficiale di fondazione di Alessandria è il 3 maggio 1168, anche se in quel momento ha già raggiunto una configurazione topografica, urbanistica e amministrativa definita. Il nome "Alessandria", confermato in seguito, sarà assunto in onore di papa Alessandro III, ampio sostenitore delle azioni della Lega Lombarda contro il Sacro Romano Impero e che aveva scomunicato Federico Barbarossa.

#### L'assedio di Federico Barbarossa
Il 29 ottobre 1174 Alessandria subì un attacco delle forze imperiali: cominciò così un lungo assedio che terminò il 12 aprile 1175, con la resa degli uomini del Barbarossa, attaccati e colti impreparati dagli alessandrini.
Nel 1183 dopo la pace di Costanza e su ordine dell'Impero, la città assunse il nome di Cesarea mantenendolo però per un breve periodo. Nel 1198 divenne libero comune.

### XIII secolo

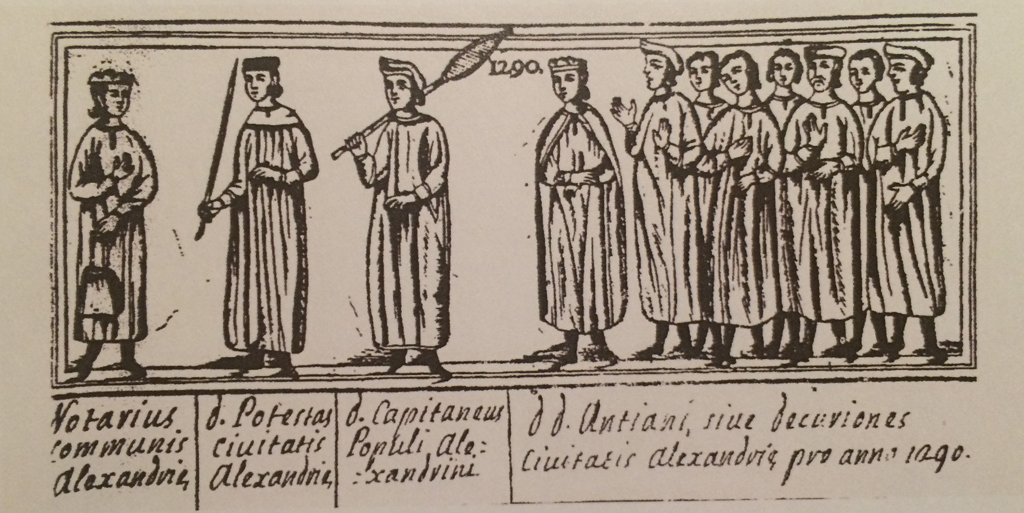
Immagine degli amministratori del Comune di Alessandria (1290)

Per oltre due secoli Alessandria mantenne la condizione di libero comune entrando in conflitto con le vicine Casale, che era ancora parte del marchesato del Monferrato, con Asti e con Pavia, le quali temevano una sua possibile espansione.
Alessandria era ottimamente fortificata: per i suoi tetti e per le sue robuste mura, costruiti con semplice paglia e fango, fu a lungo conosciuta nell'Italia settentrionale come Alessandria della Paglia. Tale affermazione è, in realtà contestata. Sembra infatti che la denominazione Alessandria della Paglia derivi semplicemente da una incomprensione grafica. Negli scritti del Barbarossa, Alessandria veniva infatti definita con spregio Alexandria de palea e cioè Alessandria della palude. Da qui l'errore del termine palea italianizzato in paglia.
Finì poi per allearsi con Vercelli e soprattutto, con Milano, alla quale legò nei secoli successivi le sue sorti. Nel 1213 le tre città parteciparono alla battaglia di Casei Gerola e nel 1215 attaccarono e distrussero Casale.
Anche Alessandria, città tradizionalmente militare, conobbe il monachesimo: ebbe particolare rilevanza il Movimento degli Umiliati, Ordine riconosciuto proprio da papa Alessandro III, che introdusse in città nuove tecniche per la lavorazione dei tessuti, e in particolare della lana.

#### La lupa di San Francesco
Fu intorno al 1220 che Francesco d'Assisi, diretto in Francia, si fermò nei pressi di Alessandria dove ammaestrò una lupa che terrorizzava la popolazione: un bassorilievo che ritrae questo episodio è conservato ancora oggi all'interno della Cattedrale.

#### La comunità ebraica di Alessandria
Gli ebrei ottennero facoltà dai duchi di Milano di stabilirsi nella città di Alessandria sul principio del XIII secolo: vi fondarono con l'andare del tempo una sinagoga diretta da un rabbino indipendente e capo dell'Università stabilita in questa città. Così una vaga tradizione fa risalire a quest'epoca la loro venuta in quanto assenti documenti storici che lo possano provare con certezza.

### XIV secolo
Nel 1316 le famiglie guelfe e ghibelline, preoccupate dalle continue lotte contro il Monferrato e Asti, scelsero di mettere la città sotto la protezione dei Visconti che, nel 1348 la inglobarono tra i propri territori. 

Successivamente Alessandria appoggiò i Visconti nella guerra contro la Francia ed entrò a far parte del Ducato di Milano sotto il dominio di Gian Galeazzo. 

Alla morte di quest'ultimo nel 1402, il Ducato fu attaccato dai casalesi di Facino Cane che conquistò dunque Alessandria nel 1404. La città e il Ducato comunque ritornarono ai Visconti quando la vedova di quest'ultimo, Beatrice di Tenda, sposò Filippo Maria.

### XV-XVII secolo

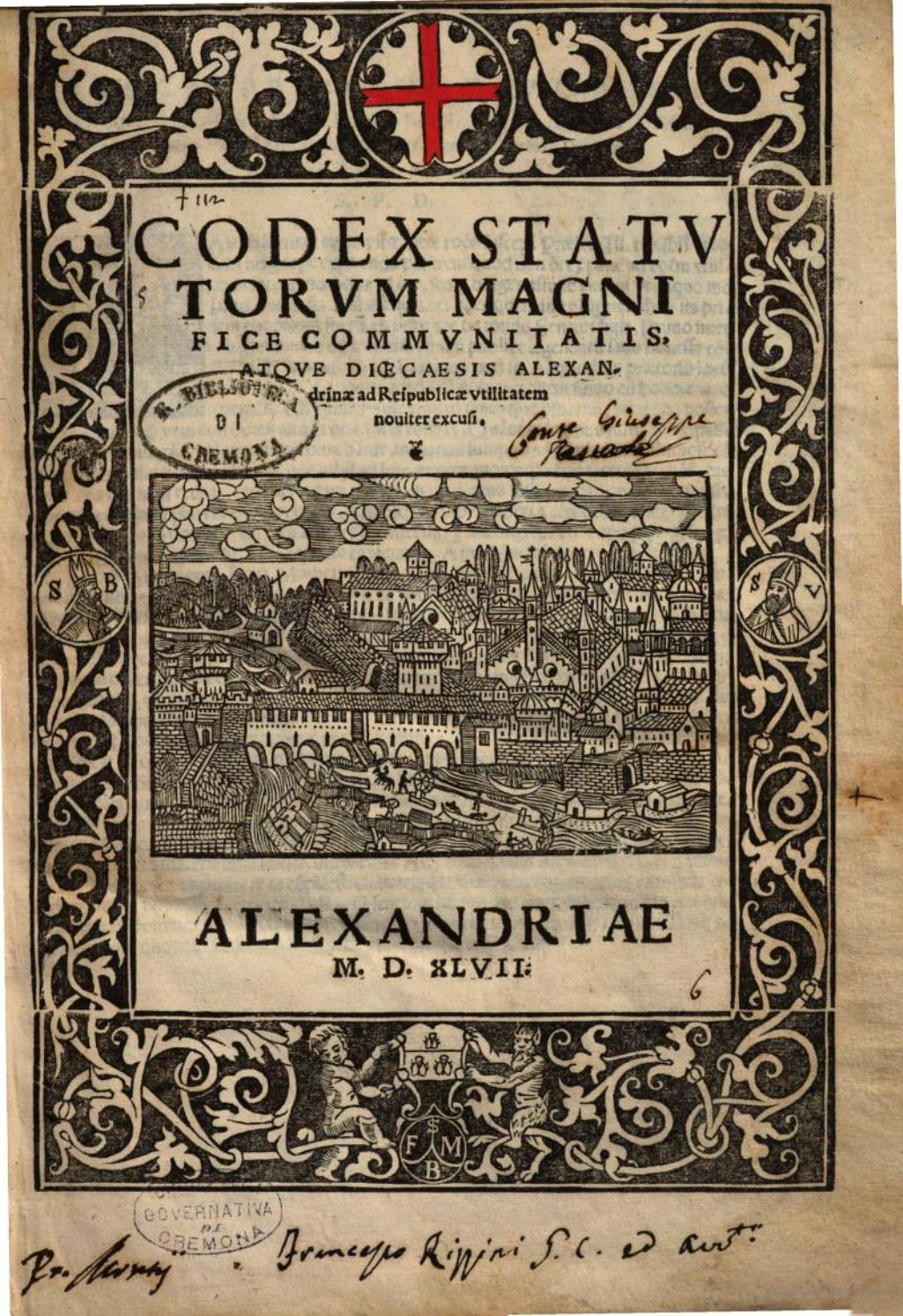
Frontespizio del Codex Statutorum Magnifice Communitatis Atque Diœcæsis Alexandrinæ, impresso in-folio in Alessandria per Francesco Moscheni e fratelli nel 1547.

#### Alessandria sotto il Ducato di Milano
Successivamente la città seguì le sorti del Ducato di Milano, passando agli Sforza a metà del XV secolo; in questo periodo cadde dapprima più volte vittima delle invasioni dei francesi e dal 1535 cadde sotto il dominio spagnolo e vi rimase per tutto il XVII secolo, diventando un importante nodo commerciale tra Genova e la Lombardia.

### XVIII secolo

#### Alessandria passa ai Savoia
Nel 1707 fu conquistata dal principe Eugenio, finendo così, dopo i trattati di Utrecht del 1713, nelle mani di Savoia, sotto il Piemonte: Vittorio Amedeo II, considerata la posizione strategica della città, ne riorganizzò la vita politica, istituendo il ruolo del Governatore, e le strutture militari, per aggiornarle agli ultimi sviluppi della fortificazione alla moderna, costruendovi una enorme Cittadella che causò l'abbandono e la completa distruzione di Bergoglio. In questo periodo il numero dei cittadini salì a circa 15 000 unità.
Alla morte di Vittorio Amedeo II nel 1732, gli successe Carlo Emanuele III che rinsaldò la lega con l'Inghilterra e con l'Austria. Egli attaccò i Borboni di Spagna, di Francia e di Napoli ma senza fortuna. Infatti costoro, arrivando nella piana della Fraschetta e Alessandria, s'impossessarono di Serravalle Scrivia, Libarna e di Tortona e sbaragliarono i piemontesi presso Bassignana sospingendoli fino a San Salvatore Monferrato e a Valenza e li tennero fermi a Crescentino.
Nel 1746, dopo eroici sforzi compiuti dall truppe di Carlo Emanuele, i nemici furono snidati e allontanati e il Piemonte, tranne Valenza e Tortona, ritornarono ai Savoia.

### XIX secolo
Alla fine del secolo l'intero Piemonte fu colpito dalle battaglie conseguenti alle mire espansionistiche di Napoleone Bonaparte e se già dopo l'armistizio di Cherasco l'influenza dell'imperatore corso era tangibile, nel 1802, dopo la battaglia di Marengo (vinta dalle truppe transalpine), Alessandria fu ufficialmente annessa alla Francia assieme a tutta la regione, diventando capoluogo del Dipartimento di Marengo.
Successivamente, nel 1814, la città venne conquistata dagli austriaci e il 30 maggio di quello stesso anno, dopo il trattato di Parigi, rientrò a far parte del Regno di Sardegna in quanto restituita ai Savoia. Tutte le successive dominazioni si presero cura soprattutto della Cittadella, ingrandendone le opere esterne.

#### Il Risorgimento e l'Unità d'Italia

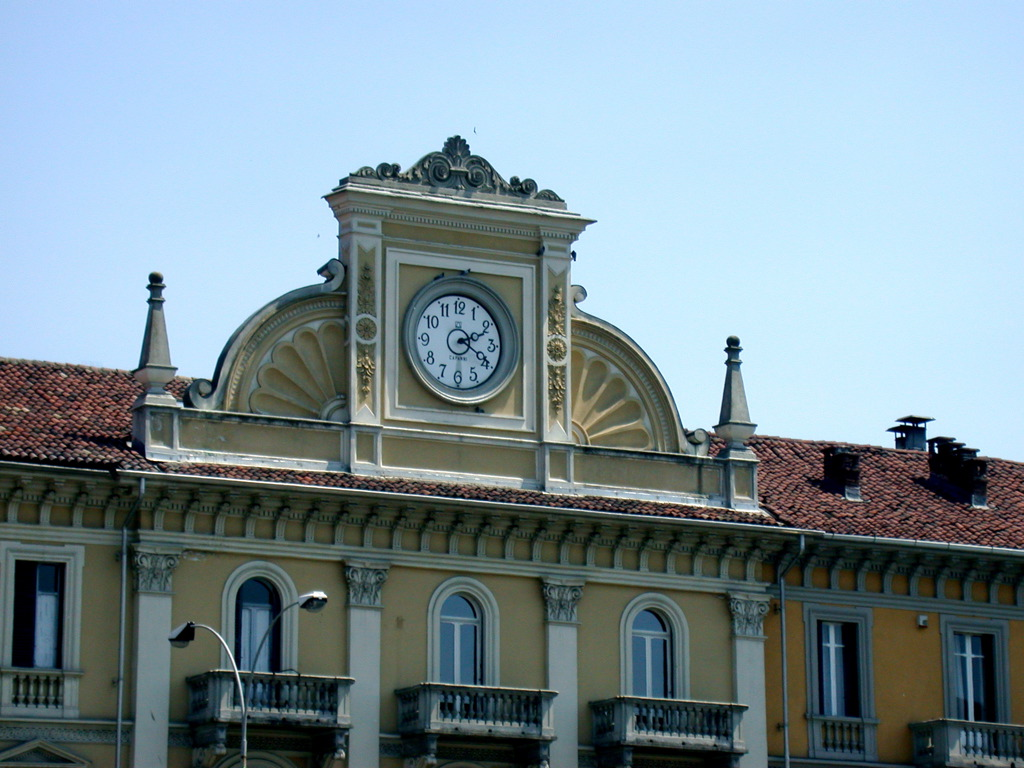
Orologio di piazza Garibaldi

Alessandria - Il tram a vapore in piazza Garibaldi - anno 1905 circa

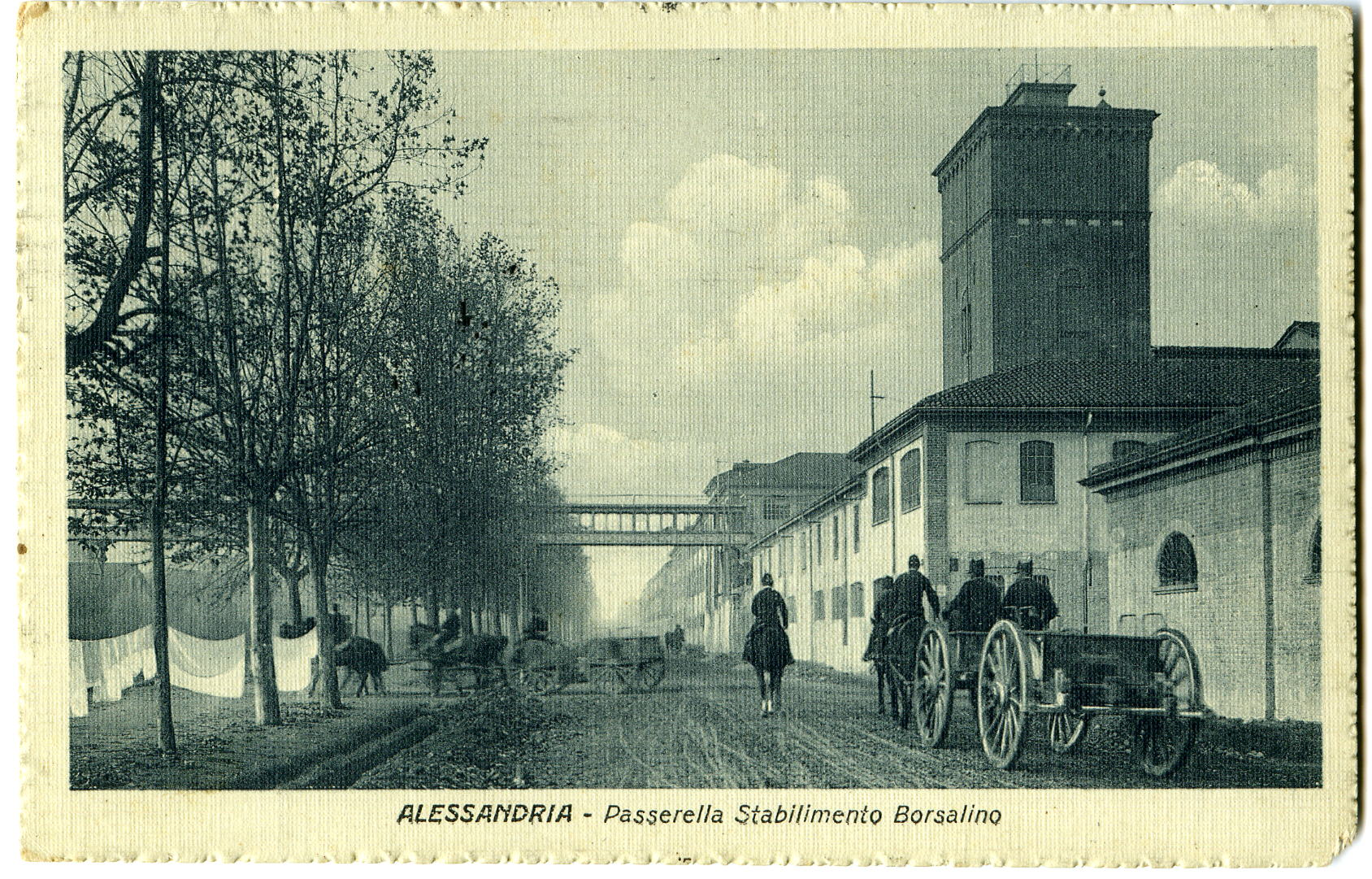
Alessandria - lo Stabilimento Borsalino - 1910-1915 circa

Alessandria - Piazza Vittorio Emanuele II - Il Caffè dell'Aquila - Anni 1930 circa

Durante il Risorgimento, Alessandria fu un importante centro liberale e fu proprio dalla città piemontese che partirono i moti del marzo 1821 con Santorre di Santa Rosa, ufficiale di stanza nella cittadella di Alessandria; per questo, diversi cittadini che avevano aderito alla Giovine Italia vennero sottoposti a processi sommari e condannati per cospirazione: ne rimase vittima anche il patriota avvocato Andrea Vochieri, nel 1833.
Nell'ottobre 1859 fu scelta come capoluogo di una delle prime quattro province piemontesi, per una fetta di territorio che comprendeva anche l'astigiano. Il 25 luglio 1899 diventò la prima città italiana capoluogo di provincia a essere governata da una giunta a maggioranza socialista: quel giorno venne infatti eletto sindaco della città l'orologiaio Paolo Sacco.
La nascita delle Ferrovie e l'incremento dei commerci nel Nord Italia, alla fine dell'Ottocento trasformarono Alessandria in uno dei punti nevralgici per il mercato italiano. Per la sua posizione, al centro di Torino, Milano e Genova, in questo periodo la città conobbe un grande incremento demografico, che portò alla riurbanizzazione e all'espansione del territorio cittadino, e un importante sviluppo nell'industria, testimoniato dal successo di aziende come l'industria di cosmetici Paglieri, i profumi Gandini, le argenterie (Goretta, la L.I.M.A. fondata a S. Maria di Castello nel 1935 dopo lo spostamento del calzaturificio Caretti), la Cicli Maino, soprattutto la Borsalino, la cui produzione di caratteristici cappelli in feltro diventò famosa in tutto il mondo.

### XX secolo

#### Il periodo fascista e la seconda guerra mondiale

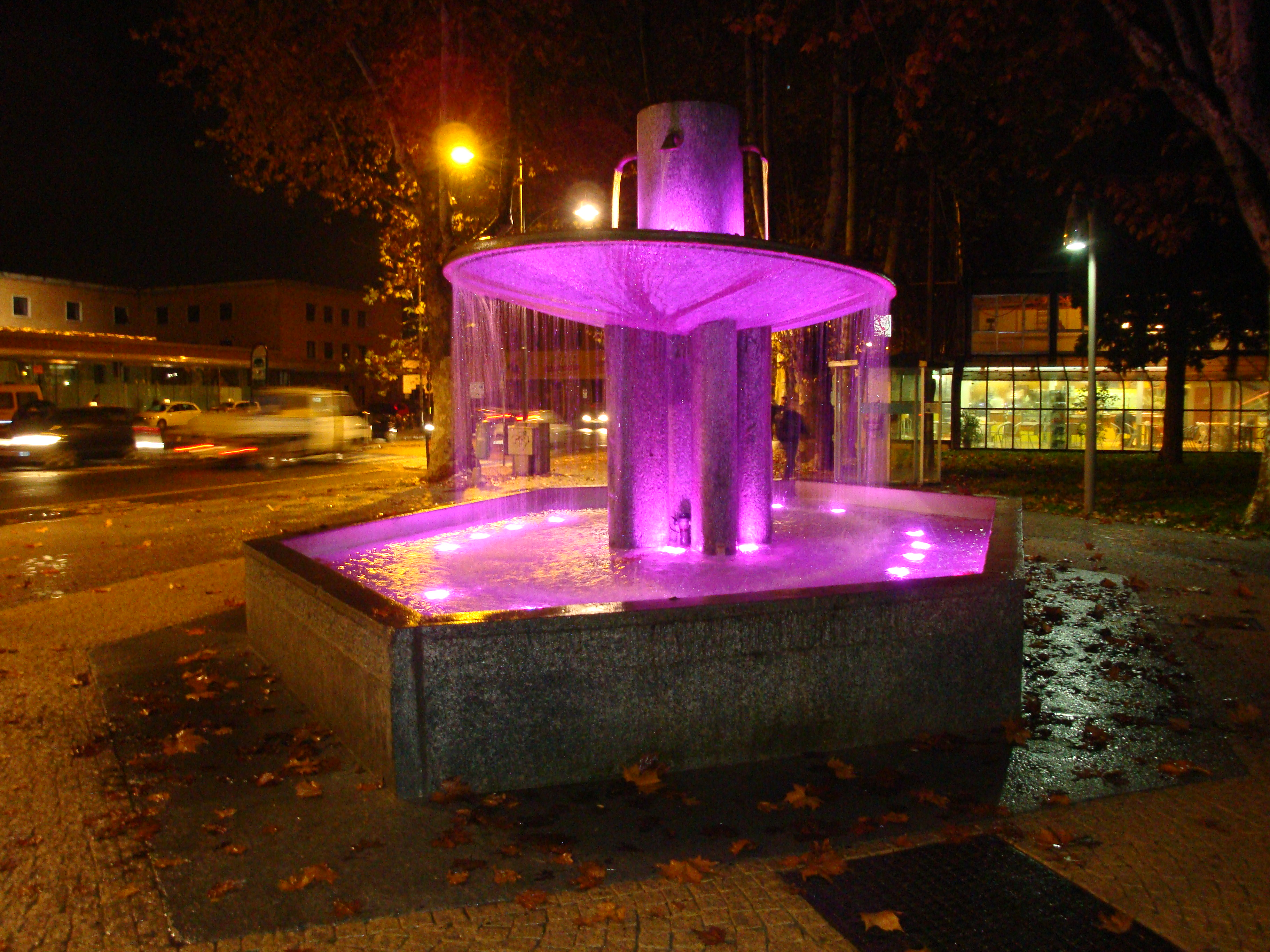
La Fontana dell'Impero nei giardini pubblici

Sotto il fascismo Alessandria mantenne la sua importanza; negli anni trenta furono eretti importanti edifici pubblici opere architettoniche, come il dispensario antiturbercolare, progettato da Ignazio Gardella e il Palazzo delle Poste, decorato dai mosaici di Gino Severini.
Nel corso della seconda guerra mondiale, la città subì ripetuti e pesanti bombardamenti aerei: il 30 aprile 1944 le bombe colpirono il quartiere popolare Cristo, facendo 239 morti e centinaia di feriti, distruggendo il Teatro Municipale; nelle notti d'estate, poi, nacque il mito di "Pippo", un aereo utilizzato per la ricognizione, il cui rumore assordante terrorizzava il Nord Italia. A giugno furono attaccati e danneggiati gravemente i ponti sul Tanaro e sulla Bormida che rappresentavano la principale via di collegamento dal ligure al torinese, infatti i ripetuti bombardamenti subiti da Alessandria furono dovuti proprio ai tentativi di interrompere questa via di collegamento.
Un altro bombardamento, il 5 aprile 1945, fece 160 morti, tra i quali 40 bambini dell'asilo infantile "Maria Ausiliatrice" di via Gagliaudo. A causa dei bombardamenti aerei morirono più di 500 cittadini, circa l'un per cento della popolazione: i tedeschi si arresero il 29 aprile; Tra il 1943 e il 1944, 27 ebrei alessandrini furono arrestati per opera della Repubblica Sociale Italiana e trasferiti nel campo di concentramento di Fossoli. La sinagoga di Alessandria fu saccheggiata e parzialmente distrutta dai fascisti nel dicembre del 1943.

#### Il dopoguerra
Nel dopoguerra Alessandria seguì le sorti dell'Italia settentrionale, conoscendo inizialmente quello sviluppo e quella forma di benessere che si diffuse nel corso degli anni sessanta con il boom economico, conoscendo anche l'immigrazione della gente proveniente dalle regioni dell'Italia meridionale e arrivando a superare i 100 000 abitanti nel 1970.
Successivamente, quando gli effetti del boom economico rientrarono, Alessandria conobbe un calo demografico.
La città venne anche scossa dai fatti di cronaca a sfondo politico che insanguinarono l'Italia degli anni settanta: il 9 e il 10 maggio 1974, una rivolta interna al carcere si risolse tragicamente, con 7 persone morte e 14 ferite: quest'episodio fu ricordato come la "strage di Alessandria". Inoltre, fu in una cascina nei pressi della città piemontese che si tennero le prime riunioni del gruppo delle Brigate Rosse ed ebbe luogo il sequestro Gancia.

#### Alessandria e l'alluvione
Il 6 novembre 1994 la città attirò l'attenzione delle cronache nazionali a seguito di una grande alluvione che la investì per buona parte sommergendo ampie zone residenziali (specialmente i quartieri Orti, Rovereto, Borgoglio, Borgo Cittadella, Astuti e San Michele) e varie frazioni. L'alluvione, che fu causata dallo straripamento del fiume Tanaro, provocò anche la morte di undici persone oltre a danni ingentissimi sia alle abitazioni private sia alla struttura economica cittadina.
Nel 1998 Alessandria diventò sede, assieme a Novara e Vercelli, dell'Università degli Studi del Piemonte Orientale "Amedeo Avogadro".